# HTC Desire HD
HTC Desire HD är en smartphone från HTC. Telefonen använder Android, version 2.3. Den blev presenterad på ett HTC-event 15 september 2010, samtidigt som HTC Desire Z blev presenterad. Telefonen kan ses som en systermodell till HTC Evo 4G som var riktad till den amerikanska marknaden.
Något som var nytt vid lanseringen av HTC Desire HD var den nya användarupplevelsen med HTC Sense , där man inkluderade en ny webbplats som tillåter att bland annat fjärrstyrning, säkerhetsfunktioner och andra interaktioner mot telefonen. Till exempel gavs det möjlighet att fjärrlåsa och radera telefonen på alla känsliga data, efter att tjänsten skapat en automatisk säkerhetskopiering av kontakter, textmeddelanden, samtalshistorik, anpassningar, etc. till användarens konto på HTCSense.com. Ytterligare funktioner var att man kunde skicka kommandon till telefonen för att ställa in ringvolym till maximal volym, även om den är på tyst läge samt se telefonens position på en karta. Dessa funktioner var en säkerhetsfunktion utifall att man skulle ha tappat bort telefonen, eller bara förlagt den i hemmet.

## Hårdvara
Processorn i telefonen är både strömsnålare och snabbare än den till föregångaren HTC Desire, vilket gör att batteritiden blir ungefär likvärdig den i vanliga Desire. Telefonen är utrustad med 1.5 GB internminne..
HTC Desire HD bygger vidare på formen som introducerades vid de tidigare modellerna med metallskal i ett och samma stycke.

## Teknisk specifikation
- Operativsystem: Google Android 2.3 (Gingerbread)
- Processor: 1 GHz (1000 MHz)
- Minne: ROM: 1,5 GB, RAM: 768 MB
- Kamera: 8 megapixel färgkamera, Autofokus och ledblixt flash, 1280 x 720 (720p), otagging
- Multimedia: Visning av bilder och video, Musik, FM Radio
- Ljudformat
  - Uppspelning: WAV, WMA, AAC, AMR, MP3, OGG, MIDI, M4A
  - Inspelning: .amr
- Videoformat
  - Uppspelning:AVI, XviD, MPEG-4, WMV, 3GP
  - Inspelning: .3gp
- Batteri
  - Kapacitet: 1230 mAh
  - Taltid: WCDMA: Upp till 320 min; GSM: Upp till 550 min
  - Standby: WCDMA: Upp till 490 tim; GSM: Upp till 420 tim